# تشارلز جاردنر
تشارلز جاردنر (بالإنجليزية: Charles Gardner)‏ (و. 1896 – 1970 م) هو عالم نبات، من أستراليا، ولد في لانكاستر، لانكشاير، توفي عن عمر يناهز 74 عاماً بسبب السكري.